# 2017 în științifico-fantastic
- 2016 în științifico-fantastic — 2017 în științifico-fantastic — 2018 în științifico-fantastic

2017 în științifico-fantastic implică o serie de evenimente:

## Decese
- 25 ianuarie - John Hurt, actor englez (Alien, Contact, Snowpiercer, Nineteen Eighty-Four, V for Vendetta)
- 7 februarie - Richard Hatch, actor american (Battlestar Galactica)

- Brian Aldiss (n. 1925)
- Edward Bryant (n. 1945)
- Michael H. Buchholz (n. 1957)
- Vanessa Busse (n. 1980)
- Louis Charbonneau (n. 1924)
- Doris Jannausch (n. 1925)
- Denis Johnson (n. 1949)
- Julian May (n. 1931)
- Jerry Pournelle (n. 1933)
- Kit Reed (n. 1932)
- Bernhard Schaffer (n. 1949)
- Emma Tennant (n. 1937)
- Yves Velan (n. 1925)
- André Wiesler (n. 1974)

## Cărți

### Romane
- The Collapsing Empire de John Scalzi
- The Delirium Brief de Charles Stross
- Empire Games de Charles Stross
- Forgotten Worlds, The Silence #2 de D. Nolan Clark
- Martians Abroad de Carrie Vaughn
- New York 2140 de Kim Stanley Robinson
- Persepolis Rising de James S.A. Corey
- Seek and Destroy, America Rising #2 de William C. Dietz
- The Stone Sky, The Broken Earth #3 de N. K. Jemisin
- Vanguard: The Genesis Fleet de Jack Campbell

## Filme
- Alien Covenant, de Ridley Scott
- Attraction, de Fyodor Bondarchuk
- Battle of Memories, de Leste Chen
- Blade Runner 2049, de Denis Villeneuve
- The Dark Tower, de Nikolaj Arcel
- Ghost in the Shell, de Rupert Sanders
- Junk Head, de Takehide Hori
- OtherLife, de Ben C. Lucas
- The Space Between Us, de Peter Chelsom
- Transformers: Ultimul cavaler
- Star Wars: The Last Jedi, de Rian Johnson
- Valerian and the City of a Thousand Planets, de Luc Besson
- War for the Planet of the Apes, de Matt Reeves

## Seriale TV
- Altered Carbon
- Dimension 404
- Philip K. Dick's Electric Dreams
- The Expanse (sezonul 2)
- Legion
- Star Trek: Discovery
- Time After Time
- Extinct

## Premii
Premiul Saturn
- Cel mai bun film SF:

Premiul Nebula pentru cel mai bun roman
- All the Birds in the Sky de Charlie Jane Anders

Premiul Hugo pentru cel mai bun roman
- The Obelisk Gate de N. K. Jemisin